# جاده ۱۱ ایالات متحده آمریکا
جاده ۱۱ ایالات متحده آمریکا (انگلیسی: U.S. Route 11) یکی از بزرگراه‌های اصلی سیستم بزرگراهی ایالت متحده آمریکا است که به طول ۲۶۴۷ کیلومتر از نیواورلئان شروع و در مرز ایالات متحده آمریکا–کانادا در راوزس پوینت، نیویورک به پایان می‌رسد.

## نگارخانه

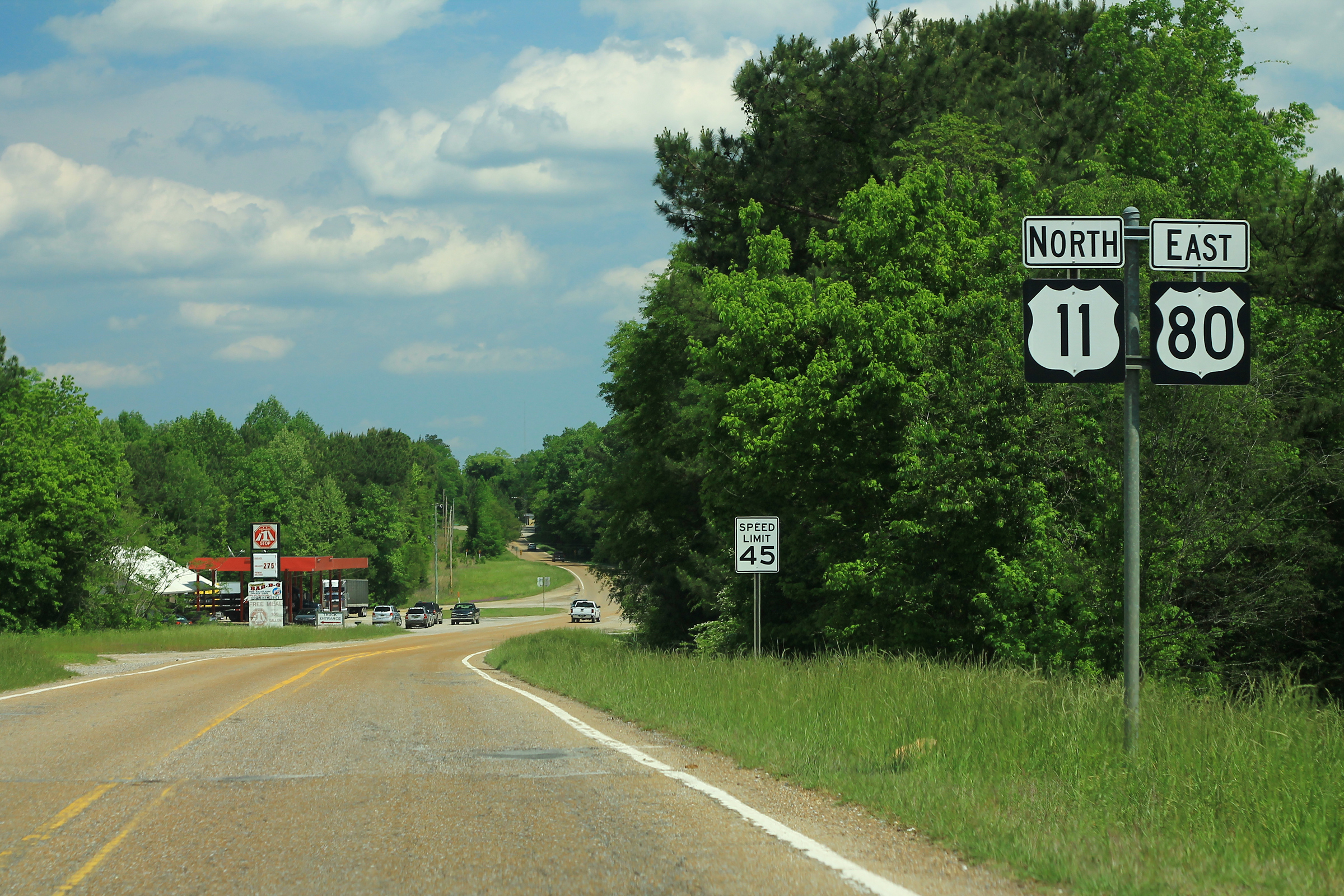
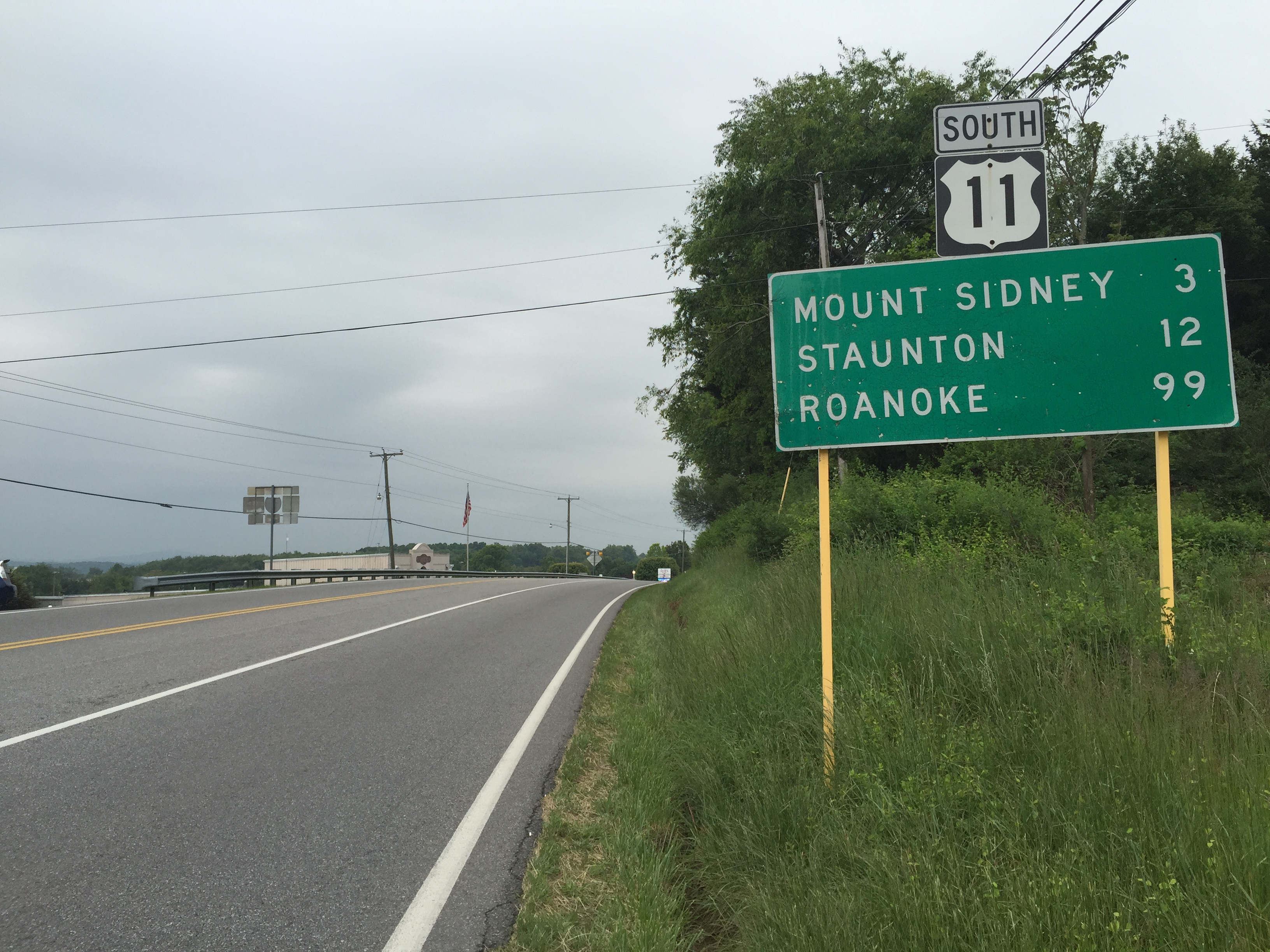
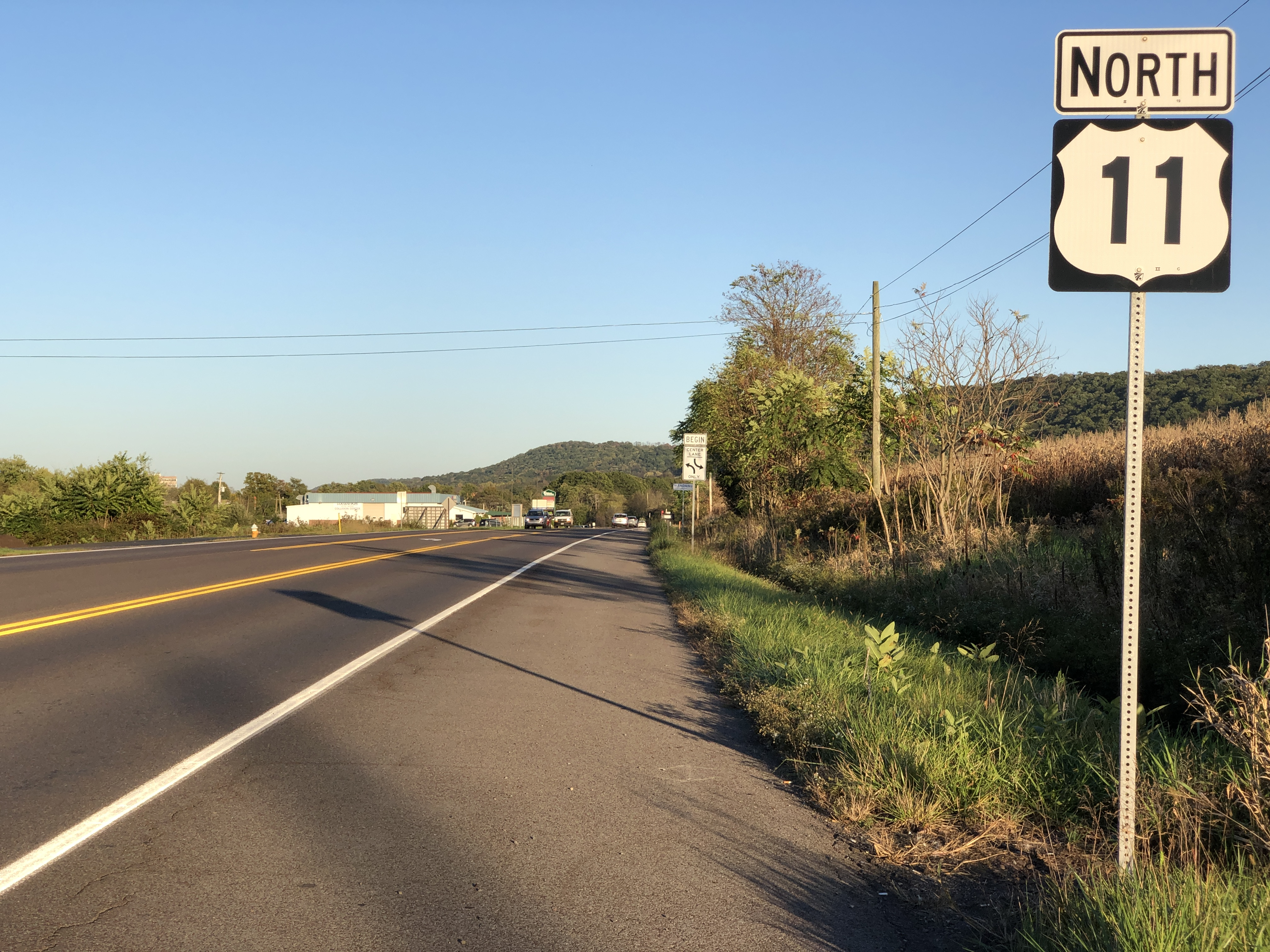